# 잔디 (가수)
잔디(본명: 김잔디)는 대한민국의 키보드 연주자로 모던 록 밴드 브로콜리 너마저의 키보드를 맡고 있다. 